# Christian IV de Deux-Ponts-Birkenfeld
Christian IV de Deux-Ponts-Birkenfeld, né au Château de Tiefenthal à Bischwiller le 6 septembre 1722, mort le 5 novembre 1775 au pavillon de chasse de Pettersheim (commune actuelle de Herschweiler-Pettersheim, en Rhénanie-Palatinat) est duc palatin de Deux-Ponts-Birkenfeld-Bischwiller et comte palatin de Birkenfeld de 1734 à 1775.

## Biographie
Christian IV, né à Bischwiller le 6 septembre 1722 est le fils aîné du duc Christian III et de Caroline de Nassau-Sarrebruck. Christian III avait été officier dans l'armée française et s'était distingué pendant la guerre de la Ligue d'Augsbourg (dite "Guerre d'Orléans" dans le monde germanique) avant de prendre les rênes de son duché en 1717. Il mourut en 1735 laissant le trône à son fils Christian IV qui n'avait que 13 ans. 
Souverain d'un État frontalier du royaume de France et successeur potentiel aux trônes de Bavière et du Palatinat, Christian IV des Deux-Ponts fut particulièrement en vue de la diplomatie française au milieu du XVIIIe siècle. Aussi le roi Louis XV comme sa favorite, la marquise de Pompadour, le traitaient-ils en ami intime. Le duc de Deux-Ponts demeurait très apprécié de la cour de Versailles, entretenait une correspondance galante avec la favorite et avait ses entrées au Petit Trianon. C'est sans doute sur le conseil du duc que l'on disposa des peupliers et non des ormes ou des tilleuls à l'entrée de cette résidence chère à Louis XV, à l'instar de ce qui fut pratiqué par le duc à Jägersburg.
Le jeune souverain fut également intime du marquis Marc-René de Voyer d'Argenson, qui lui avait conseillé d'employer Mansart de Sagonne, alors qu'il construisait son château et ses haras d'Asnières. Le duc se rangea à l'avis du marquis et eut pour surintendant de ses bâtiments, de 1752 à 1756, l'architecte du roi Jacques Hardouin-Mansart de Sagonne et pour premier architecte, Pierre Patte. Ce dernier acheva en 1756 le château de Jägersburg, près de Hombourg (Sarre), conçu et réalisé par Mansart de Sagonne. Le château était imité du Grand Trianon de Jules Hardouin-Mansart, aïeul de l'architecte. Ce château, incendié en 1793, lors des incursions révolutionnaires sur le Rhin, fut rasé en 1798.
Cependant, à la suite de son mariage morganatique avec une jeune danseuse, Marianne Camasse, il cessa d'intéresser la France. 
En effet, vers 1750, le duc qui, à près de trente ans, était toujours célibataire et sans descendance, s'éprit d'une jolie danseuse de seize ans, lui fit donner une éducation digne de son rang (à lui) puis l'épousa (morganatiquement) en 1757. 
Par amitié pour le duc mais voulant éviter le scandale, Louis XV, devenu impopulaire, ne titra pas lui-même la jeune femme mais demanda à son beau-père Stanislas Leszczsynski qui lui devait son trône, de le faire. Le roi déchu ne pouvant rien refuser à son gendre et appréciant les jolies femmes confia à Marianne (devenue Marie-Anne), le comté de Forbach sis dans le Bailliage d'Allemagne, aux confins des terres lorraines qui jouxtaient le duché de Deux-Ponts. En raison de cette mésalliance, leurs enfants (notamment le chevalier Christian de Deux-Ponts) furent écartés de la succession du duché et c'est son neveu Charles II qui succéda au duc.
Les Français — et autres étrangers — ne disparurent pas de l'entourage du duc. Pierre Patte réalisa en 1767 la décoration de la chambre de parade de l'hôtel des Deux-Ponts à Paris, décor publié par l'architecte dans le tome V du Cours d'architecture de Jacques-François Blondel en 1777. L'hôtel avait été acquis par le duc en mars 1767 et fut revendu par sa veuve en 1779. Situé rue Neuve-Saint-Augustin, cet hôtel figurait au rang des réalisations fameuses de Jules Hardouin-Mansart sous le nom d'hôtel de Lorges. Il fut démoli lors du tracé de la rue de la Michodière. Nicolas Appert, inventeur de la conserve alimentaire, fut son officier de bouche de 1772 à 1775. Christian IV eut aussi pour architectes, le Suédois Jonas Erikson Sundahl (1678 – 1762) et l'Allemand  Johann Christian Ludwig Hautt (1726 – 1806). Le peintre Johann Christian von Mannlich demeura longtemps à son service et rédigea des mémoires fameuses sur sa vie avec le duc.
Christian IV meurt au château de Pettersheim, le 5 novembre 1775, à l'âge de 53 ans, laissant le trône à son neveu Charles II Auguste. 
La comtesse de Forbach, sachant se faire apprécier, conserva des contacts avec la France. Une fois la tourmente révolutionnaire passée, elle sut tisser des relations cordiales avec les puissances montantes et notamment la générale Bonaparte qui en 1804 devint l'impératrice Joséphine. En 1799, son neveu Maximilien de Deux-Ponts ceignit la couronne du Palatinat et de la Bavière. Allié de la France - comme tant de ses prédécesseurs bavarois - il fut fait roi en 1805 et donna sa fille en mariage à Eugène de Beauharnais, file de Joséphine que Napoléon avait adopté. La comtesse de Forbach, proche de la famille impériale, s'éteignit en 1807 à Paris à l'âge de 73 ans.